# ルード・ボーイ (リアーナの曲)
「ルード・ボーイ」(Rude Boy) はバルバドスのレコーディングアーティストリアーナの楽曲。4枚目のスタジオ・アルバム『R指定』から3枚目のシングルとして2010年2月19日に発売された。
この楽曲はミケル・S.エリクソン、トーア・エリック・ヘルマンセン、エスター・ディーン、マケバ・リディク、ロブ・スワイヤ、ロビン・リアーナ・フェンティによって書かれ、スターゲイトとスワイヤによってプロデュースされた。本作はスカとダンスホールレゲエに影響を受けたアップテンポの曲であり、2010年2月9日にアメリカ合衆国の都市ラジオで初公開された。
「ルード・ボーイ」の"ラガマフィンスタイル"は批評家から肯定的な評価を得た。また、アメリカとオーストラリアで首位を獲得し、カナダ、フランス、ドイツ、アイルランド、オランダ、ニュージーランド、スイス、イギリスで10位内に入るなど大衆的にも成功を収めた。本作は『R指定』で最も成功したシングルとなり、アメリカのBillboard Hot 100で5週連続1位を記録した。
メリーナ・マツオウカが監督を務めたミュージックビデオは、グリーンバックで撮影された。ジャマイカのダンスホールレゲエがテーマになっており、M.I.A.の「ボーイズ」のビデオとの類似を指摘されている。ビデオは2010年MTV Video Music Awardsにノミネートされた。リアーナは2010年キッズ・チョイス・アワードの授賞式やコンサートツアー「Last Girl on Earth Tour」でこの曲を披露している。

## 背景
「ルード・ボーイ」はリアーナの4枚目のスタジオ・アルバム『R指定』からの2枚目の国際的なシングルとして発売された。2010年2月9日にアメリカ合衆国のラジオ番組で初公開された。同年3月5日にドイツでCDシングルとして発売された。3月8日にイギリスでリミックスバージョン「ルード・ボーイ(TC リミックス)」のダウンロード販売が開始された。公式リミックスはラッパーのリック・ロスが参加している 。ショーン・キングストンとディティールは「ルード・ボーイ」をサンプリングしたフリースタイルカバー曲「ルード・ガール」を発表した。イギリスのグライム歌手ケイノーもフリースタイルカバーをし、ミックステープ『ジャック・バウアー:ザ・セブンデイ・エディション』にそれを収録した。

## 構成
「ルード・ボーイ」は、ラガマフィン とスカ に影響を受けたアップテンポのダンスホールポップスである。歌詞はセックスに言及しており、「I wa-wa-want what you wa-wa-want / Give it to me baby like boom, boom, boom」という風に相手をからかっている。「十分に大きくなったか」 を繰り返し聞いており、リアーナの曲の中で最も「痛快」だとされている。『ロイター』によると、曲の題名は"不良少年を表すジャマイカの古いスラング"である。数人の批評家はプロデュースと声のスタイルが、"痛烈"、"冷淡"" で"単調" だと批評した。

## チャート成績
2010年2月21日に全英R&Bチャートで初登場1位、全英シングルチャートで2位。4月30日に40万枚を出荷し、ゴールド認定を受けた 。オーストラリアでは初登場45位、3月中旬に首位を獲得した。19週間チャート入りし、プラチナ認定を受けた。オーストラリアでは14万枚を出荷した。
アメリカ合衆国では2010年2月18日付けのBillboard Hot 100で初登場64位、1ヵ月後にタイオ・クルーズの「ブレイク・ユア・ハート feat. リュダクリス」と代わる形で首位を獲得した。リアーナにとっては6作目となるBillboard Hot 1001位獲得作品になった 。そして、女性歌手の首位獲得作品数記録では5番目で、ポーラ・アブドゥルとダイアナ・ロスと並んだ。シングルは5週間1位に留まった。アメリカではプラチナ認定を受けた。ブルガリアのAirplay Chartで首位を獲得し、デンマーク、ニュージーランド、スイス でゴールド認定を受けた。

## ミュージックビデオ
ミュージックビデオの監督は過去にリアーナの「ハード」を手がけたメリーナ・マツオウカが務めた。撮影は2010年1月にカリフォルニア州ロサンゼルスハリウッドのスタジオのブルースクリーンの前で行われた。ビデオはアンディー・ウォーホル、キース・ヘリング、ジャン＝ミシェル・バスキアといった芸術家への言及を含む。ビデオは2010年2月10日にVEVO上で初公開された。

## 収録曲
- デジタル・ダウンロード / CDシングル

1. ルード・ボーイ – 3:43
2. ルード・ボーイ (Instrumentalバージョン) – 3:50

## チャートと認定
| チャート (2010年)                        | 最高 順位 |
| ---------------------------------------- | --------- |
| オーストラリア(ARIA)                     | 1         |
| オーストリア(オーストリア・トップ75)     | 6         |
| ベルギー(ウルトラトップ50 フランドル)    | 3         |
| ベルギー(ウルトラトップ40 ワロン地域)    | 3         |
| ブラジル・ホット100(ビルボード ブラジル) | 4         |
| ブルガリア(IFPI)                         | 1         |
| カナダ(カナダ・ホット100)                | 7         |
| チェコ(IFPI)                             | 4         |
| デンマーク(トラックリッスン)             | 3         |
| ヨーロッパ・ホット100・シングル          | 2         |
| フィンランド(Suomen virallinen lista)    | 7         |
| フランス(SNEP)                           | 8         |
| ドイツ(メディアコントロールチャートAG)   | 4         |
| ハンガリー(シングルトップ10)             | 3         |
| アイスランド(IRMA)                       | 3         |
| イタリア(FIMI)                           | 8         |
| オランダ(トップ40)                       | 9         |
| ニュージーランド(RIANZ)                  | 3         |
| ノルウェー(VGリッスン)                   | 3         |
| ポーランド(ZPAV)                         | 4         |
| スロバキア(IFPI)                         | 2         |
| スペイン(PROMUSICAE)                     | 10        |
| スウェーデン(Sverigetopplistan)          | 11        |
| スイス(メディアコントロールAg)           | 5         |
| イギリス 全英シングルチャート            | 2         |
| イギリス R&B(全英シングルチャート)       | 1         |
| アメリカ合衆国 Billboard Hot 100         | 1         |
| アメリカ Hot Dance Club Songs            | 1         |
| アメリカ Latin Songs                     | 39        |
| アメリカ US Hot R&B/Hip-Hop Songs        | 2         |
| アメリカ Pop Songs                       | 1         |

| チャート (2010年)                | 順位 |
| -------------------------------- | ---- |
| Australian Singles Chart         | 33   |
| Austrian Singles Chart           | 60   |
| Belgian Singles Chart (Wallonia) | 27   |
| Dutch Singles Chart              | 95   |
| European Hot 100 Singles         | 24   |
| German Singles Chart             | 67   |
| Italian Singles Chart            | 49   |
| Irish Singles Chart              | 20   |
| Romanian Top 100                 | 20   |
| Swiss Singles Chart              | 41   |
| UK Singles Chart                 | 13   |
| US Billboard Hot 100             | 15   |

| 地域             | 認定        |
| ---------------- | ----------- |
| オーストラリア   | 2× プラチナ |
| デンマーク       | ゴールド    |
| イタリア         | ゴールド    |
| ニュージーランド | プラチナ    |
| スイス           | ゴールド    |
| イギリス         | ゴールド    |
| アメリカ合衆国   | 2× プラチナ |

### チャート推移
| 先代 アイヤズ「リプレイ」                                               | 全英R&Bチャート第1位 2010年2月21日 - 27日                                | 次代 ジェイソン・デイルーロ「イン・マイ・ヘッド」                |
| 先代 ジェイソン・デイルーロ「イン・マイ・ヘッド」                       | オーストラリア・シングルチャート第1位 2010年3月7日 - 21日                | 次代 トレイン「ヘイ、ソウル・シスター」                          |
| 先代 タイオ・クルーズfeat.リュダクリス「ブレイク・ユア・ハート」        | アメリカ Billboard Hot 100第1位 2010年3月21日 - 4月24日                  | 次代 B.o.B.feat.ブルーノ・マーズ「ナッシング・オン・ユー」       |
| 先代 B.o.B.feat.ブルーノ・マーズ「ナッシング・オン・ユー」              | アメリカ Rhythmic Airplay Chart 第1位 2010年5月1日 - 8日                 | 次代 B.o.B.feat.ブルーノ・マーズ「ナッシング・オン・ユー」       |
| 先代 ザ・テンパー・トラップ「スウィート・ディスポジション」             | アメリカ Hot Dance Airplay 第1位 2010年5月1日                            | 次代 タイオ・クルーズfeat.リュダクリス「ブレイク・ユア・ハート」 |
| 先代 ジェイソン・デイルーロ「イン・マイ・ヘッド」                       | アメリカ Mainstream Top 40 (Pop Songs) 第1位 2010年5月8日 - 15日         | 次代 B.o.B.feat.ブルーノ・マーズ「ナッシング・オン・ユー」       |
| 先代 ビヨンセfeat.レディー・ガガ「ビデオフォン」                        | アメリカ Billboard Hot Dance Club Songs 第1位 -2010年5月15日             | 次代 シャリースfeat.アイヤズ「ピラミッド」                       |
| 先代 タイオ・クルーズ featuring リュダクリス 「ブレイク・ユア・ハート」 | アメリカ合衆国 Billboard Hot 100 第1位 2010年3月27日付 - 2010年4月24日付 | 次代 B.o.B featuring ブルーノ・マーズ 「ナッシン・オン・ユー」   |

## 発売日一覧
| 地域           | 情報         | 規格     |
| -------------- | ------------ | -------- |
| アメリカ合衆国 | 2010年2月9日 | アーバン |

| 地域             | 発売日        | 規格                   | レーベル   |
| ---------------- | ------------- | ---------------------- | ---------- |
| アイスランド     | 2010年2月19日 | シングル               | デフジャム |
| オーストラリア   | 2010年2月22日 | デジタル・ダウンロード | デフジャム |
| オーストリア     | 2010年2月22日 | デジタル・ダウンロード | デフジャム |
| フランス         | 2010年2月22日 | デジタル・ダウンロード | デフジャム |
| アイスランド     | 2010年2月22日 | デジタル・ダウンロード | デフジャム |
| イタリア         | 2010年2月22日 | デジタル・ダウンロード | デフジャム |
| オランダ         | 2010年2月22日 | デジタル・ダウンロード | デフジャム |
| ニュージーランド | 2010年2月22日 | デジタル・ダウンロード | デフジャム |
| ポルトガル       | 2010年2月22日 | デジタル・ダウンロード | デフジャム |
| スペイン         | 2010年2月22日 | デジタル・ダウンロード | デフジャム |
| ドイツ           | 2010年3月5日  | CDシングル             | デフジャム |
| フランス         | 2010年3月15日 | CDシングル             | デフジャム |